# Valery Kashuba
Valery Kashuba, né le 14 septembre 1984 à Belovodskoye en République socialiste soviétique kirghize, est un joueur de football international kirghize, qui évolue au poste de gardien de but.

## Biographie

### Carrière en sélection
Il reçoit sa première sélection en équipe du Kirghizistan le 10 novembre 2004, en amical contre le Koweït (défaite 3-0).
En 2015, il dispute deux matchs rentrant dans le cadre des éliminatoires du mondial 2018, contre le Bangladesh (victoire 1-3) et l'Australie (défaite 1-2).
En janvier 2019, il est retenu par le sélectionneur Aleksandr Krestinine afin de participer à la Coupe d'Asie des nations, organisée aux Émirats arabes unis. Lors de cette compétition, il officie comme gardien remplaçant et ne joue aucun match.

## Palmarès
- Champion du Kirghizistan en 2006 et 2007 avec le Dordoi-Dynamo Naryn ; en 2013 avec Alay Och ; en 2018 avec le Dordoi Bichkek
- Vainqueur de la Coupe du Kirghizistan en 2003 avec le SKA-Shoro Bichkek ; en 2006 avec le Dordoi-Dynamo Naryn ; en 2009 avec l'Abdysh-Ata Kant ; en 2013 avec l'Alay Och ; en 2018 avec le Dordoi Bichkek